# Eleutherius (Exarch)
Eleutherius (mittelgriechisch Ἐλευθέριος; † 620 in Luceoli) war ein oströmischer Patricius, Exarch von Ravenna (616–619), Usurpator und Eunuch.

## Leben
Eleutherius war Kammerdiener (cubicularius) und damit ein Eunuch. Kaiser Herakleios schickte ihn als Rächer und Nachfolger des bei einem Aufstand getöteten Exarchen Johannes nach Italien. Eleutherius tötete die Mörder seines Vorgängers in Ravenna, zog dann durch Rom gegen Neapel, wo ein Führer des Aufstandes, Johannes von Compsa, sich behauptet hatte, und nahm die Stadt ein. Daraufhin führte Eleutherius einen glücklosen Krieg gegen die Langobarden, der damit endete, dass die Oströmer/Byzantiner abermals Tributzahlungen versprechen mussten.
Der Kaiser in Konstantinopel war damals von allen Seiten bedrängt und fast widerstandsunfähig, wie Phokas einige Jahre zuvor; 619 fiel die Kornkammer des Reichs, die Provinz Ägypten, in die Hand der persischen Sassaniden. Herakleios’ eigenes Emporkommen hatte 610 gezeigt, dass ein tatkräftiger Exarch wirklich ausführen konnte, wovor Byzanz immer gezittert hatte – die Usurpation –, und einen bedrängten Kaiser nicht zu fürchten brauchte. So fasste Eleutherius den Plan, wenigstens in Italien einen eigenen Herrschaftsraum für sich zu gewinnen. Er zog auf den Rat des Geistlichen Johannes nach Rom, um sich vom Papst zum Kaiser krönen zu lassen (nach anderen Quellen strebte er nur nach einem regnum, also einem italischen Königtum). Die Armee, mit der Eleutherius auf Rom marschieren wollte, bestand aus Teilen der Orientarmee, die Herakleios selbst ihm geschickt hatte, und aus einem Teil der Miliz von Ravenna. Noch ehe der Usurpator Rimini erreicht hatte, überfielen kaisertreue Soldaten ihn im Kastell Luceoli, erschlugen ihn und schickten seinen Kopf an den Kaiser nach Konstantinopel.
Sein Nachfolger im Exarchat war wohl Isaacius, und an ihn knüpft sich eine Periode des Friedens, die dem Kaiser endlich die Ruhe im Rücken gab, derer er für seinen Revanchekrieg gegen den Sassanidenkönig Chosrau II. dringend bedurfte.